# レクイエム (三善晃)
レクイエム（混声合唱とオーケストラのための「レクイエム」）は、三善晃が1971年から1972年に作曲した混声四部合唱と管弦楽のための作品である。

## 作曲の経緯
日本プロ合唱団連合の委嘱により作曲。
1957年、パリ留学から帰国したとき、羽田が真っ黒、墨絵の世界に見え、「まだ白骨が生々しくその辺に散らばっていて、それを拾い集めて僕なりの墓を建て、銘を刻んで墓守になる」という思いが沸いた。しかし、この思いは洗練煌めく才への賛辞に包まれ1970年代まで閉じ込められた。
作曲者自身が子供のころの戦争の記憶とベトナム戦争やアフリカ飢饉などを重ね合わせ、理不尽な死への自問の発声がコンセプトのレクイエムとして作曲された。

## 反戦三部作
三善晃作曲の「レクイエム」、「詩篇」、「響紋」をまとめて反戦三部作といい、「レクイエム」はその1曲目である。なお、三部作を書く構想は「レクイエム」を書く段階からあったという。

## 初演
1972年3月15日、東京文化会館にて岩城宏之指揮、NHK交響楽団、日本プロ合唱団連合により初演された。この演奏会では、ケルビーニのレクイエムも演奏された。

## 楽器編成
フルート3（1～3はピッコロ持ち替え、3はアルトフルート持ち替え）、オーボエ3（3はイングリッシュホルン持ち替え）、クラリネット3（3はバスクラリネット持ち替え）、ファゴット3（3はコントラファゴット持ち替え）、ホルン4、トランペット4、トロンボーン4、ティンパニ、シンバル、シズルシンバル、シストレ、タムタム、スレイベル、大太鼓、桶胴、貝鳴子、木鐘、カウベル、ボンゴ、コンガ、アンティークシンバル、木魚、グロッケンシュピール、ヴィブラフォン、シロフォン、小太鼓、ギロ、マラカス、トライアングル、トムトム、チューブラーベル、太鼓（おおかわ）、ムチ、ハープ、ピアノ、チェレスタ、弦五部、混声合唱、テープ収録および会場内再生装置

## 楽曲構成
三楽章構成で、すべての楽章が途切れなく続く。

### 第1楽章
テキストには上野壮夫「ラッパよ鳴るな」、三好十郎「山東へやった手紙（３）」、秋山清「象のはなし」、中野重治「新聞にのった写真」が用いられている。

### 第2楽章
テキストには金子光晴「コットさんの出てくる抒情詩」、5人の特攻隊員の遺書、石垣りん「弔詞」が用いられている。

### 第3楽章
黒田喜夫「黍餅」、田中予始子「ゆうやけ」、宗左近「夕映反歌」が用いられている。

## 楽譜
オーケストラスコアは全音楽譜出版社より出版されている。また、新垣隆による1台または2台ピアノリダクション版も全音楽譜出版社より出版されている。
また、全音楽譜出版社の表記では「レクイエム」ではなく「レクィエム」と記載されている。

## 評価
評論家の中島健蔵は、「この作品が、三善としての大きな飛躍であることは明らかだが、それだけではない。もっと広く日本の作曲界全体の問題として評価すべきである」と述べている。